# NewJeans
NewJeans (кор.: хангиль: 뉴진스, НЛ: Nyujinseu) — південнокорейський жіночий гурт, сформований ADOR — дочірньою компанією Hybe До складу гурту входить п'ять учасниць: Мінджі, Ханні, Даніель, Херін та Хєїн. Дебютний сингл гурту «Attention» вийшов 22 липня 2022 року, а 1 серпня відбувся реліз однойменного дебютного мініальбому.

## Назва
Назва спирається на ідею, що гурт прагне створити вічний образ на зразок джинсів, які є завжди модними. Також ця назва є грою слів на основі англійської фрази «new genes», яку можна перекласти як «нові гени»; тут мається на увазі нове покоління корейської поп-музики.

## Кар'єра

### 2019—2022: Пре-дебют, лейб ADOR
Підготовка до створення нового жіночого гурту, що дебютує під лейблом Big Hit Entertainment, розпочалася ще в 2019 році під керівництвом Мін Хіджін, яка того ж року приєдналася до компанії, перед тим побудувавши вдалу кар'єру арт-директора у SM Entertainment. Міжнародні прослуховування проходили з вересня по жовтень 2019 року, а кастинг у гурт розпочався з початку 2020 року. Кілька засобів масової інформації назвали цей проєкт «Дівчачий гурт Мін Хіджін».
Спочатку планувалося, що гурт буде запущено у 2021 році як спільний проєкт Big Hit та Source Music, але ця колаборація була відкладена через пандемію COVID-19.
Наприкінці 2021 року проєкт став частиною до нещодавно створеного компанією HYBE незалежному лейблу ADOR. Мін Хіджін була призначена генеральним директором лейблу.
Другий раунд глобальних прослуховувань проводився з грудня 2021 року по січень 2022 року, а склад гурту було остаточно визначено в березні 2022 року.
До дебюту з NewJeans кілька учасниць вже працювали в індустрії розваг. Даніель була постійною учасницею розважального шоу Rainbow Kindergarten на телеканалі tvN. Хєїн дебютувала як учасниця дитячого музичного гурту Usso Girl у листопаді 2017 року під псевдонімом U.Jeong, а через рік залишила гурт. У грудні 2020 року вона знову дебютувала як учасниця музичного гурту та колективу YouTube Play With Me Club через PocketTV, а 3 травня 2021 року залишила гурт. Ханні та Мінджі знялися в епізодичних ролях у музичному відео BTS на пісню «Permission to Dance» у 2021 році.

### 2022: дебют гурту
1 липня 2022 року ADOR оголосив про запуск свого нового жіночого гурту, опублікувавши три анімаційні відео з числами «22», «7» і «22». Гурт випустив кліп на свій дебютний сингл «Attention» 22 липня без жодної попередньої реклами чи інформації про склад. Це відео зібрало понад 1,3 мільйона переглядів менш ніж за 24 години. Разом із випуском музичного кліпу відбувся анонс їхнього дебютного мініальбому.
23 липня вийшов другий сингл гурту «Hype Boy» разом із 50-секундним кліпом, у якому розкриваються імена учасниць, та ще чотирма музичними відео до цієї пісні. Через два дні вийшов музичний кліп на їхню b-side композицію — «Hurt». Попередні замовлення на мініальбом за три дні перевищили 444 000 копій.
1 серпня дебютний мініальбом гурту New Jeans вийшов у цифровому форматі разом із третім синглом «Cookie». Гурт дебютував в етері Mnet M Countdown 4 серпня, виконавши всі три сингли зі свого мініальбому. У перший день фізичного релізу New Jeans було продано 262 815 копій, побивши кілька рекордів для дебюту жіночих гуртів у Південній Кореї.

## Учасниці
| Сценічний псевдонім | Сценічний псевдонім | Сценічний псевдонім | Ім'я при народженні        | Дата народження           | Позиція у гурті         |
| Українською         | Латиницею           | Хангилем            | Латиницею                  | Дата народження           | Позиція у гурті         |
| ------------------- | ------------------- | ------------------- | -------------------------- | ------------------------- | ----------------------- |
| Мінджі              | Minji               | 민지                | Kim Minji                  | 7 травня 2004 (21 рік)    | Лідерка                 |
| Ханні               | Hanni               | 하니                | Phạm Ngọc Hân / Hanni Pham | 6 жовтня 2004 (20 років)  | Вокалістка, танцюристка |
| Даніель             | Danielle            | 다니엘              | Danielle Marsh / Mo Jihye  | 11 квітня 2005 (20 років) | Вокалістка, танцюристка |
| Херін               | Haerin              | 해린                | Kang Haerin                | 15 травня 2006 (19 років) | Вокалістка              |
| Хєїн                | Hyein               | 혜인                | Lee Hyein                  | 21 квітня 2008 (17 років) | Вокалістка, макне       |

## Дискографія
Мініальбоми
- New Jeans (2022)
- Get Up (2023)

## Фільмографія
- NewJeans Code in Busan (2022)[32]

## Відеографія

### Музичні кліпи
| Назва                               | Рік  | Режисер(и)   | Тр-сть | Прим.  |
| ----------------------------------- | ---- | ------------ | ------ | ------ |
| «Attention»                         | 2022 | Heewon Shin  | 4:22   | [ 33 ] |
| «Hype Boy» (Minji ver.)             | 2022 | Dongle Shin  | 2:57   | [ 34 ] |
| «Hype Boy» (Hanni ver.)             | 2022 | Dongle Shin  | 2:57   | [ 35 ] |
| «Hype Boy» (Danielle & Haerin ver.) | 2022 | Dongle Shin  | 3:07   | [ 36 ] |
| «Hype Boy» (Hyein ver.)             | 2022 | Dongle Shin  | 2:57   | [ 37 ] |
| «Hurt»                              | 2022 | Heewon Shin  | 3:01   | [ 38 ] |
| «Cookie»                            | 2022 | Dongle Shin  | 3:58   | [ 39 ] |
| «Ditto» (side A)                    | 2022 | Wooseok Shin | 5:33   | [ 40 ] |
| «Ditto» (side B)                    | 2022 | Wooseok Shin | 4:36   | [ 40 ] |
| «Hurt» (250 Remix)                  | 2022 | Heewon Shin  | 3:45   | [ 41 ] |
| «OMG»                               | 2023 | Wooseok Shin | 6:33   | [ 42 ] |
| «Zero»                              | 2023 | Sunghwi      | 3:19   | [ 43 ] |
| «New Jeans»                         | 2023 | Youngeum Lee | 3:30   | [ 44 ] |
| «Super Shy»                         | 2023 | Heewon Shin  | 3:20   | [ 45 ] |
| «Cool With You» (side A)            | 2023 | Wooseok Shin | 3:59   | [ 46 ] |
| «Cool With You» & «Get Up» (side B) | 2023 | Wooseok Shin | 4:15   | [ 47 ] |
| «ETA»                               | 2023 | Wooseok Shin | 3:37   | [ 48 ] |
| «ASAP»                              | 2023 | Jakyoung Kim | 2:20   | [ 49 ] |